# Rhynchocyclus
Rhynchocyclus es un género de aves paseriformes perteneciente a la familia Tyrannidae que agrupa a cuatro especies nativas de la América tropical (Neotrópico), donde se distribuyen desde el sur de México, por América Central y del Sur hasta el este de Perú, norte de Bolivia y sur de la Amazonia brasileña, con una población separada en el este de Brasil. A sus miembros se les conoce por el nombre vulgar de picoplanos, y también picochatos.

## Etimología
El nombre genérico masculino «Rhynchocyclus» es un anagrama del género sinónimo «Cyclorhynchus» que se compone de las palabras del griego «kuklos» que significa ‘círculo’, ‘escudo’, y «rhunkhos» que significa ‘pico’.

## Características
Las aves de este género son tiránidos cabezones, principalmente de color oliva apagado, midiendo alrededor de 15 cm de longitud, mayores que las del género Tolmomyias, que se caracterizan por sus notables picos chatos y muy anchos. Habitan en el interior de selvas húmedas y sus nidos abultados en formato de pera también tienen la entrada apuntando para abajo.

## Taxonomía
Los estudios de Simões et al. (2021) encontraron que el complejo Rhynchocyclus olivaceus/aequinoctialis, como  definido, es parafilético con respecto a Rhynchocyclus fulvipectus, y propusieron que las poblaciones de la misma consisten de cuatro especies diferentes: Rhynchocyclus olivaceus de la Mata Atlántica del este de Brasil, Rhynchocyclus guianensis de las Guayanas y de la Amazonia oriental, Rhynchocyclus aequinoctialis del este de Panamá, noroeste de Colombia, y noroeste de la Amazonia, y una nueva especie descrita Rhynchocyclus cryptus del suroeste de la Amazonia, (tentativamente tratada como subespecie de R. aequinoctialis por las principales clasificaciones. 
Los amplios estudios genético-moleculares realizados por Tello et al. (2009) descubrieron una cantidad de relaciones novedosas dentro de la familia Tyrannidae que todavía no están reflejados en la mayoría de las clasificaciones. Siguiendo estos estudios, Ohlson et al. (2013) propusieron dividir Tyrannidae en cinco familias, entre las cuales Rhynchocyclidae Berlepsch, 1907 agrupando a diversos géneros entre los cuales Rhynchocyclus, éste, en una subfamilia Rhynchocyclinae Berlepsch, 1907, junto a Tolmomyias. El Comité Brasileño de Registros Ornitológicos (CBRO) adopta dicha familia, mientras el Comité de Clasificación de Sudamérica (SACC) aguarda propuestas para analisar los cambios.

## Lista de especies
Según las clasificaciones del Congreso Ornitológico Internacional (IOC) y Clements Checklist/eBird, agrupa a las siguientes especies con el respectivo nombre vulgar de acuerdo a la Sociedad Española de Ornitología (SEO):
| Imagen | Nombre científico            | Autor                | Nombre común            | Estado de conservación | Distribución |
| ------ | ---------------------------- | -------------------- | ----------------------- | ---------------------- | ------------ |
|        | Rhynchocyclus brevirostris   | (Cabanis, 1847)      | picoplano de anteojos   | LC                     |              |
|        | Rhynchocyclus olivaceus      | (Temminck, 1820)     | picoplano oliváceo      | LC                     |              |
|        | Rhynchocyclus aequinoctialis | (P.L. Sclater, 1858) | (picoplano equinoccial) | LC                     |              |
|        | Rhynchocyclus pacificus      | (Chapman, 1914)      | picoplano del Pacífico  | LC                     |              |
|        | Rhynchocyclus fulvipectus    | (P.L. Sclater, 1860) | picoplano pechirrufo    | LC                     |              |